# De schatten van de keizer

De ligging van Ethiopië in Afrika.

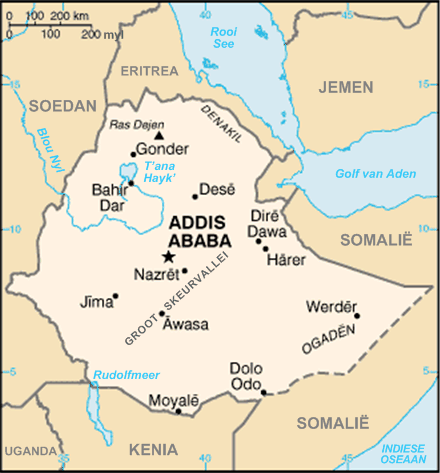
Een overzichtskaart van Ethiopië.

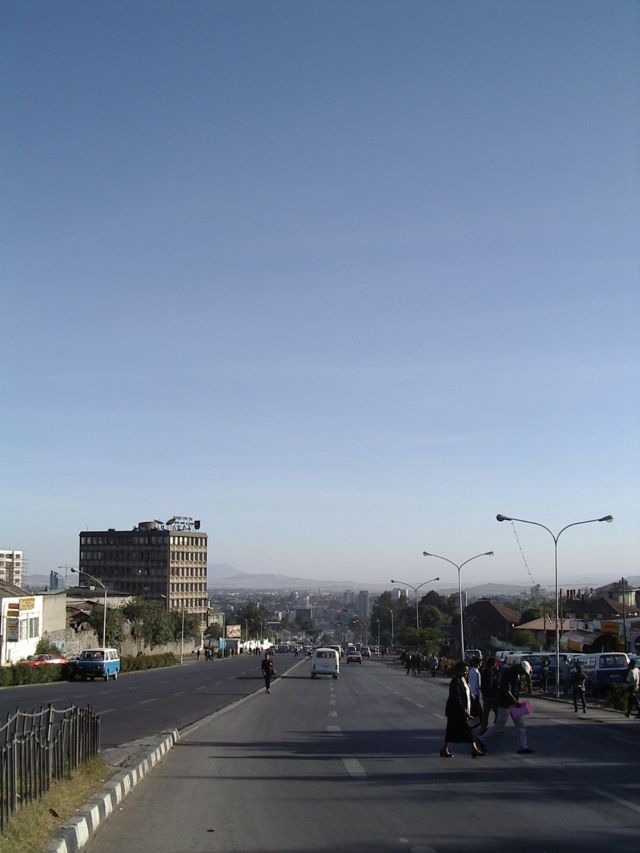
Churchill Road in Addis Abeba.

De schatten van de keizer is een spionageroman van auteur Gérard de Villiers en is het 45e deel uit de S.A.S.-reeks met als protagonist de Oostenrijkse prins en freelance CIA-agent Malko Linge.

## Het verhaal
Nadat de keizer van Ethiopië is afgezet en vermoord tijdens een staatsgreep gepleegd door communistisch-marxistische militairen is de CIA bevreesd dat het land onder de invloedssfeer van de Sovjet-Unie zal komen te staan.
Een van de best bewaarde geheimen van het land, rijk aan goudmijnen, is dat het meeste goud bestemd was voor de keizer.
De CIA vermoedt dat de hoeveelheid goudstof in het bezit van de omgebrachte koning een waarde omvat van ruim 75 miljoen dollar. Deze twee ton aan goudstof is echter spoorloos.
Malko krijgt de opdracht om het goudstof op te sporen en te voorkomen dat dit in handen van de nieuwe militaire machthebbers zal vallen.

## Personages
- Malko Linge, een Oostenrijkse prins en CIA-agent;

## Waargebeurde feiten
Op september 1974 vond in Ethiopië een staatsgreep plaats die een einde maakte aan het bewind van keizer Haile Selassie I. Mengistu Haile Mariam greep de macht en ontpopte zich tot een vreselijke dictator die de Rode Terreur (Qey Shibir) uitoefende. Tegenstanders van links en rechts werden opgepakt, opgesloten of gedood. In 1975 kwamen zowel ex-keizer Haille Selassie als de patriarch van de Ethiopisch-orthodoxe Kerk om het leven onder verdachte omstandigheden. Linkse studenten die zich tegen Mengistu's bewind keerden werden opgepakt.
Mengistu's radicale politiek om Ethiopië om te vormen tot een socialistische volksrepubliek bezorgde hem veel vijanden in het binnen- en buitenland. Zijn plannen om landbouwcollectieven in te stellen stuitten op veel verzet en veroorzaakten nieuwe hongersnood.